# Association libre d'espéranto pour les régions germanophones
L'Association Libre d'Espéranto pour les régions germanophones (en espéranto : Libera Esperanto-Asocio por germanlingvaj teritorioj ; en allemand : Freie Esperanto-Bund für deutschsprachige Gebiete) ou LEA est une association liée à l'association mondiale anationale. Elle veut faire connaître la langue internationale espéranto aux germanophones.
L'association se considère comme héritière de la tradition de l'Association Espérantiste de Travailleurs (Laborista Esperanto-Asocio) que les nazis ont fait disparaître en 1933. Elle relie l'espéranto avec les idées de démocratie et de compréhension entre les peuples et veut offrir sa contribution à leur réalisation.